# 파소카
파소카(포르투갈어: paçoca)는 브라질의 땅콩 과자이다. 이름이 같은 음식이 있기 때문에, 구분하기 위해 "땅콩 파소카"라는 뜻의 파소카 지 아멘도잉(포르투갈어: paçoca de amendoim)으로 부르기도 한다. 대표적인 페스타 주니나 음식 가운데 하나이며, 따라서 겨울 음식으로 여겨진다.

## 이름
포르투갈어 "파소카(paçoca)"는 투피어 "파소카(pasóka)"를 빌려온 말이며, 어원은 "바스러뜨리다"를 뜻하는 "포소크(posok)"이다.

## 만들기
땅콩은 볶아 껍질을 벗기고, 전통적으로는 "필랑(pilão)"이라 불리는 절구에 빻는다. 현대에는 블렌더나 푸드 프로세서에 넣어 가는 경우가 많다. 설탕을 넣고 섞이도록 함께 가는데, 너무 갈아서 땅콩버터가 되기 전에, 기름이 적당히 나와서 땅콩가루를 손으로 쥐었을 때 뭉쳐질 정도가 되면 틀에 넣고 눌러서 파소카를 만든다. 육면체나 원기둥 모양으로 만드는 경우가 많다.
카사바가루나 옥수수가루, 아몬드가루 등을 넣어 만들기도 하며, 연유를 넣어 만들기도 한다.

## 사진

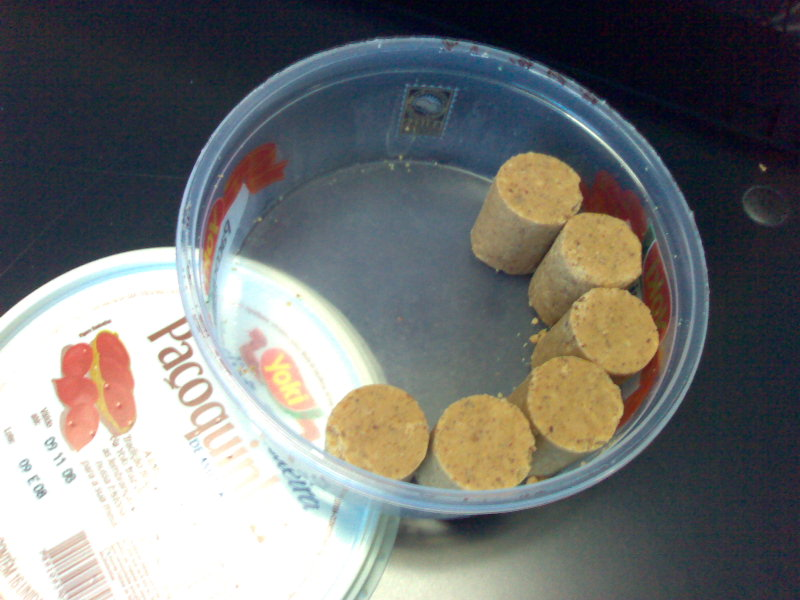
파소카

## 같이 보기
- 페 지 몰레키